# Xylobiops texanus
Xylobiops texanus là một loài bọ cánh cứng trong họ Bostrichidae. Loài này được Horn miêu tả khoa học năm 1878.